# Maëlle Grossetête
Maëlle Grossetête (Sallanches, 10 april 1998) is een Franse wegwielrenster en veldrijdster die sinds 2024 rijdt voor Human Powered Health, nadat ze zes jaar voor de Franse ploeg FDJ Nouvelle-Aquitaine Futuroscope uitkwam.

## Carrière
In 2015 won Grossetête de veldrit van Quelneuc. Ze werd in 2018 prof bij FDJ Nouvelle-Aquitaine Futuroscope, een jaar later werd ze Frans kampioene tijdrijden voor beloften vrouwen. In de Simac Ladies Tour 2021 werd ze tweede in de eerste etappe van Zwolle naar Hardenberg in een sprint à deux met Alison Jackson. In 2024 stapte ze over naar het Amerikaanse Human Powered Health.

## Palmares

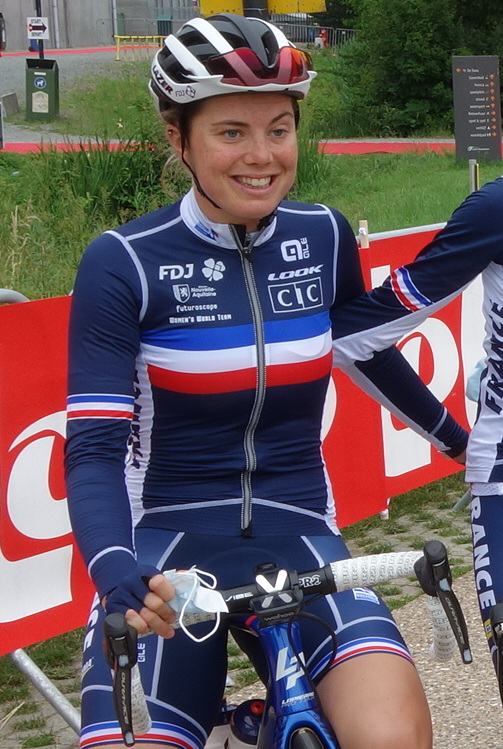
Grossetête in de Lotto Belgium Tour 2021

### Wegwielrennen
2019
 Frans kampioenschap tijdrijden, beloften

### Veldrijden
2015
Quelneuc

## Ploegen
- 2018 –  FDJ Nouvelle-Aquitaine Futuroscope
- 2019 –  FDJ Nouvelle-Aquitaine Futuroscope
- 2020 –  FDJ Nouvelle-Aquitaine Futuroscope
- 2021 –  FDJ Nouvelle-Aquitaine Futuroscope
- 2022 –  FDJ-Suez-Futuroscope
- 2023 –  FDJ-Suez
- 2024 -  Human Powered Health
- 2025 -  Human Powered Health

Bravard · Demay · Duval · Fournier · Gillow · Grossetête · Guilman · Kitchen · Muzic · Richioud · Slik · Tenniglo
Becker · Borgli · Bravard · Demay · Duval · Fahlin · Gillow · Grossetête · Guilman · Kitchen · Le Net · Muzic · Richioud · Wiel
Borgli · Chapman · Duval · Fahlin · Gillow · Grossetête · Guilman · Kitchen · Le Net · Muzic · Uttrup Ludwig · Wiel
Borgli · Cavalli · Chapman · Duval · Fahlin · Grossetête · Guilman · Kitchen · Le Net · Muzic · Uttrup Ludwig · Wiel
Borgli · Brown · Cavalli · Chapman · Copponi · Duval · Fahlin · Grossetête · Guazzini · Guilman · Le Net · Muzic · Uttrup Ludwig · Wiel
Adegeest · Borgli · Brown · Cavalli · Copponi · Duval · Fahlin · Grossetête · Guazzini · Guilman · Le Net · Muzic · Uttrup Ludwig · Verhulst · Wiel
Birjoekova · Borghesi (vanaf 2/7) · Christie · Cordon-Ragot · Doebel-Hickok · Edwards · Grossetête · Kasper · Malcotti · D. Pikulik · W. Pikulik · Raaijmakers · Ragusa · Williams · Wood · Zanardi · Zanetti
Blanco · Borghesi · Cipressi · Coles-Lyster · Edwards · Grossetête · de Jong · Kasper · Malcotti · Mitterwallner · D. Pikulik · W. Pikulik · Raaijmakers · Ragusa · Schweinberger · Williams · Zanardi